# Sheldon Harnick

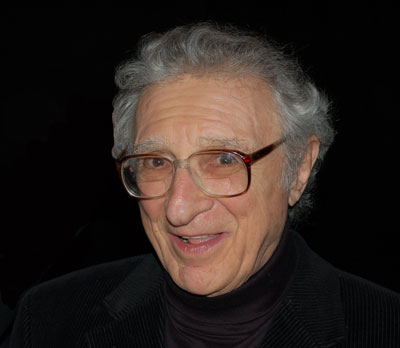
Harnick (2006)

Sheldon Mayer Harnick (* 30. April 1924 in Chicago; † 23. Juni 2023 in New York City) war ein US-amerikanischer Librettist, Liedtexter und Komponist. Er arbeitete lange Zeit mit dem Komponisten Jerry Bock zusammen und wurde gemeinsam mit ihm 1960 mit dem Pulitzer-Preis sowie 1990 mit dem Johnny Mercer Award geehrt. 1972 fand er Eingang in die Songwriters Hall of Fame.

## Leben und Werk
Sheldon entstammte dem jüdischen Elternhaus von Esther, geborene Kanter, und dem Zahnarzt Harry Harnick. Er nahm Geigenunterricht und schrieb bereits während seiner Zeit als Schüler an der im Nordwesten der Stadt gelegenen Carl Schurz High School Lieder. Zwar wurde er im Zweiten Weltkrieg eingezogen, doch nahm er nicht am aktiven Dienst teil. Schon bei dem Versuch, mit dem Bajonett eine Erdnussdose zu öffnen, zog er sich eine Wunde zu, schrieb er später zu seiner Militärzeit. Nach 1945 ging er an die Northwestern University School of Music in Illinois, wo er 1949 seinen Abschluss als Bachelor of Music machte. Er beschloss bereits 1947, ans Theater zu gehen, nachdem er eine Aufnahme von Burton Lane und Yip Harburgs Finian’s Rainbow gehört hatte, und zog 1950 nach New York.

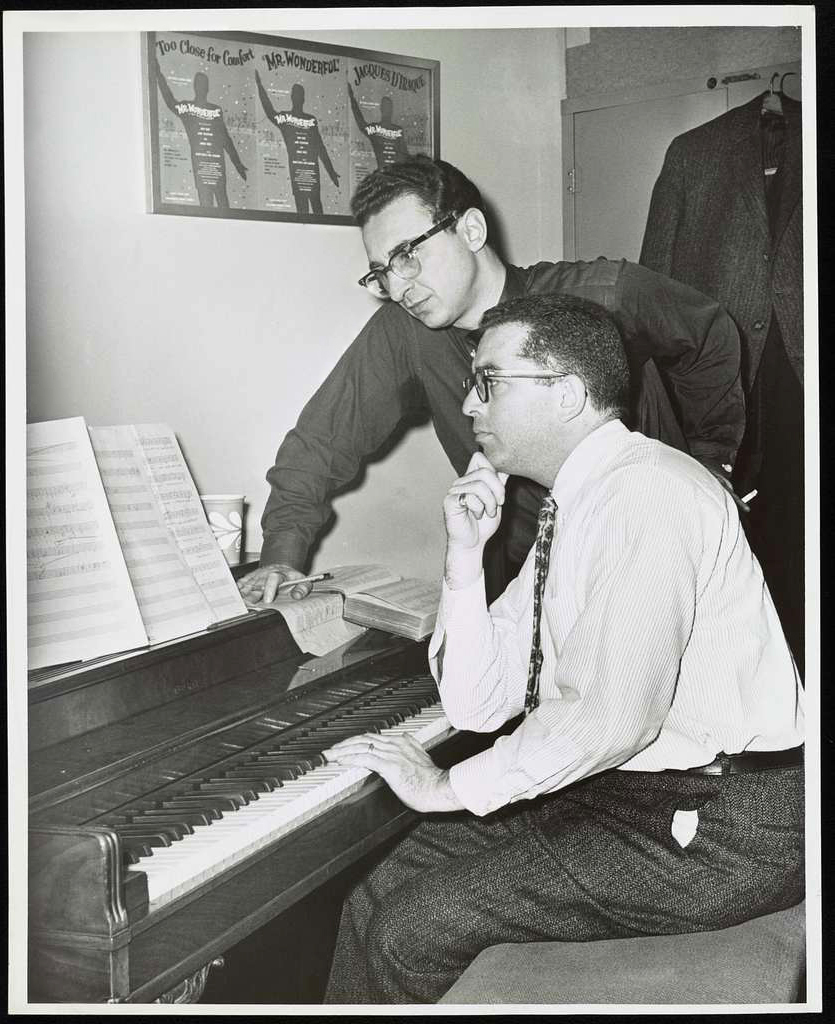
Harnick (hinten) mit Jerry Bock am Klavier, 1960

Seine Karriere am Broadway begann 1952 mit dem Lied The Boston Beguine, das in der Revue New Faces von Alice Ghostley gesungen wurde. Schnell erkannte er, dass das aufkommende Fernsehen die Broadway-Revuen zerstören würde, und suchte nach einem anderen Betätigungsfeld. So kam er im Juni 1956 durch Jack Cassidy mit Bock zusammen. Philip Lambert (* 1958) weist auf ihre Gemeinsamkeiten hin: Beide waren nur vier Lebensjahre auseinander, beide hatten einen Hochschulabschluss und, vielleicht am wichtigsten, beide waren Könner sowohl als Komponisten als auch als Texter. Vielleicht spielten auch ihre Wurzeln als jüdische Immigrantenkinder eine Rolle. In den 14 Jahren ihrer Zusammenarbeit sollten sieben gemeinsame Musicals entstehen. Bock war zu dieser Zeit in der Zusammenarbeit mit Jule Styne gerade etwas glücklos. So fiel es ihm nicht schwer, etwas Neues zu versuchen. Bock und Harnick begannen mit dem Musical The Body Beautiful, das zwar ein Misserfolg wurde, aber doch die Aufmerksamkeit auf das neue Autoren-Duo zog. Der Produzent und Regisseur George Abbott trat an sie heran und sie erschufen das Musical Fiorello!, welches 1959 auf die Bühne kam. In den nächsten Jahren sollte es 800 Mal aufgeführt werden, gewann drei Tony Awards sowie – ungewöhnlich für ein Musical – einen Pulitzer-Preis.
Von Harburg bekam Harnick den Rat, mit einer möglichst großen Zahl von Komponisten zusammenzuarbeiten, und auch, eher Lieder für die Werbung (Image songs) oder Novelty Songs zu schreiben und keine Balladen. In der Mitte der 1960er Jahre schrieben die beiden Kassenschlager im Jahrestakt. Vor allem She Loves Me, The Apple Tree und The Rothschilds blieben besonders in Erinnerung, doch Fiddler on the Roof (auf Deutsch Anatevka) von 1964 avancierte zu einem der beliebtesten Broadway-Musicals.
58 Jahre wohnte er zusammen mit seiner dritten Frau Margery Gray, die er 1965 geheiratet hatte, an der Upper West Side mit Blick auf den Central Park. Zuvor war er mit Mary Boatner und Elaine May zusammen gewesen. Harnick hatte zu Lebzeiten zwei Kinder und vier Enkel. Am  23. Juni 2023 verstarb Sheldon Harnick in New York City im Alter von 99 Jahren.

## Bühnenproduktionen
- New Faces of 1952 (1952) (Musik)[7]
- Shangri-La (1956) (Musik)[8]
- The Body Beautiful (1958) (Bock)[7]
- Portofino (1958) (Liedtexte mit Richard Ney)[9]
- Fiorello! (1959) (Bock)[7]
- Songs to Ford-ify Your Future (1959) (Bock), ein Produktion für die Ford Motor Company[10]
- Tenderloin (1960) (Bock)[7]
- Smiling the Boy Fell Dead (1961) (David Baker)[11]
- She Loves Me (1963) (Bock)[7]
- Fiddler on the Roof (dt. Anatevka, 1964) (Bock)[7]
- The Apple Tree (1966) (Bock)[7]
- Her First Roman (1968) (Bock)[12]
- The Rothschilds (1970) (Bock)[7]
- Pinocchio (1973) (Mary Rodgers)[8]
- Captain Jinks of the Horse Marines (1975) (Jack Beeson)[7]
- Alice in Wonderland (1975) (Joe Raposo)[13]
- Rex (1976) (Richard Rodgers)[8]
- The Madwoman of Central Park West (1979)[9]
- The Umbrellas of Cherbourg (1979) (Michel Legrand) (steuerte englische Texte für die Bühnenadaption bei)[8]
- A Christmas Carol (1981) (Michel Legrand)[13]
- A Wonderful Life (1986) (Joe Raposo)[13]
- Cyrano: The Musical (1993) (contributed English lyrics)[8]
- The Phantom Tollbooth (1995) (Liedtexte und gemeinsam mit Norton Juster für das Buch verantwortlich)[7]
- Coyote Tales (1998) (Henry Mollicone)[13]
- Dragons (2003) (Musik von ihm)[7]
- Fiddler on the Roof (2004) (Textbeiträge für den neuen Song „Topsy Turvy“) (Jerry Bock)[9]
- Lady Bird: First Lady of the Land (2016)[7]